# Лорх (картофель)
«Лорх» — высокопластичный среднепоздний сорт картофеля.

## История
Выведен в 1922 году на картофельной селекционной станции (ныне Всероссийский научно-исследовательский институт картофельного хозяйства имени А. Г. Лорха) советским селекционером Лорхом. В 1931 году сорт включён в Государственный реестр.
Товарная урожайность 250-350 ц/га. Товарность 88-92%.
Предназначен для употребления в пищу. Клубни имеют светло-бежевый цвет и по массе достигают 90—120 граммов. Вкус отличный, мякоть белая, при варке рассыпчатая, нетемнеющая. Высокое содержание крахмала (15—20 %) делает его пригодным для переработки на крахмал.
Сорт устойчив к вирусным болезням, фитофторе, бактериозам, но не устойчив к раку. Восприимчив к парше обыкновенной.